# Bob Fenimore
Robert Dale Fenimore (Woodward, 6 ottobre 1925 – 28 luglio 2010) è stato un giocatore di football americano statunitense che ha militato nel ruolo di halfback per una stagione nella National Football League (NFL). Fu la prima scelta assoluta del Draft NFL 1947 da parte dei Chicago Bears. Al college giocò a football all'Università statale dell'Oklahoma.

## Carriera
Dopo aver guidato gli Oklahoma State Cowboys all'unica stagione da imbattuti della loro storia ed essere finito terzo nelle votazioni dell'Heisman Trophy del 1945, Fenimore fu scelto dai Chicago Bears come primo assoluto nel Draft NFL 1947 malgrado avesse giocato raramente nella stagione 1946 a causa degli infortuni. Giocò solamente nella stagione 1947 segnando 3 touchdown in 10 partite.

## Palmarès
- College Football Hall of Fame
- Numero 55 ritirato dagli Oklahoma State Cowboys

## Statistiche
| Partite totali         | 10  |
| Yard corse             | 189 |
| Touchdown su corsa     | 1   |
| Yard ricevute          | 219 |
| Touchdown su ricezione | 2   |